# Luís, Duque de Orleães
Luís de Orleães (em francês:  Louis d'Orléans, Versalhes, 4 de agosto de 1703 — Paris, 4 de fevereiro de 1752), duque de Orleães. Era o único filho de Filipe II, Duque de Orleães, Regente da França, patriarca dos Orleães, e de Francisca Maria de Bourbon, Mademoiselle de Blois.

## Biografia

### Primeiros anos

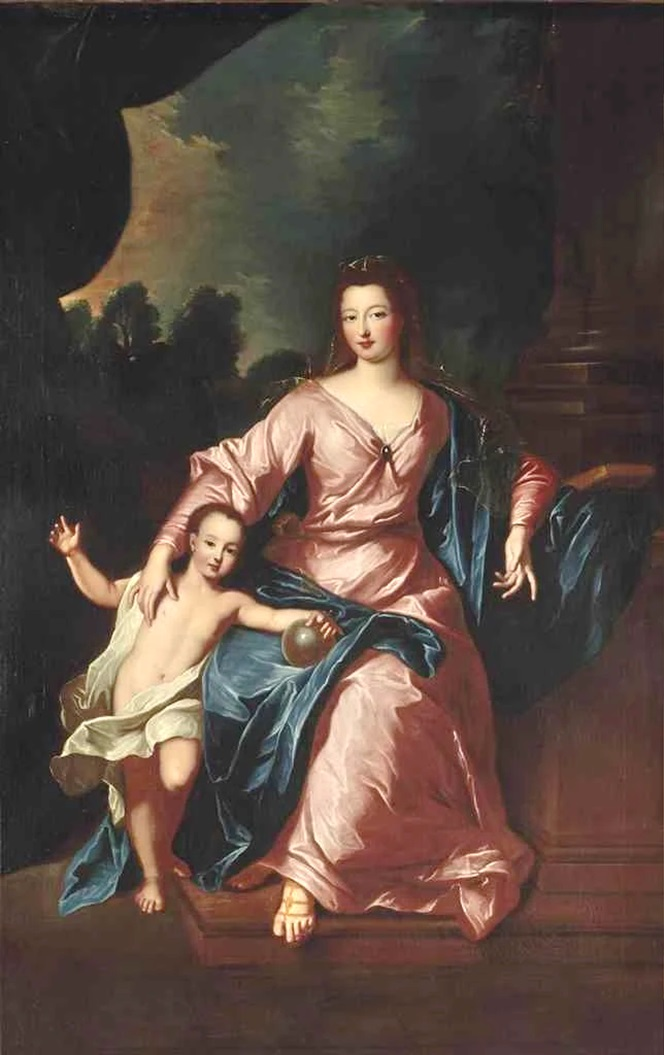
Príncipe Luís com sua mãe, de Pierre Gobert.

Luís de Orleães nasceu no Palácio de Versalhes em 1703 de Filipe II, Duque d'Orleães e sua esposa, Francisca Maria de Bourbon, a filha mais nova e legitimada de Luís XIV e de sua amante Madame de Montespan. Ele era o único filho de oito filhos e, ao nascer, recebeu o título de cortesia do duque de Chartres como herdeiro da fortuna e dos títulos de Orleães. Além disso, seu avô materno, o rei, concedeu a ele a pensão reservada para o Primeiro Príncipe do Sangue, uma classificação que ele ainda não era elegível.
Ele foi criado por sua mãe e sua avó, Isabel Carlota do Palatinado, e orientado por Nicolas-Hubert Mongault, filho ilegítimo de Jean-Baptiste Colbert de Saint-Pouange, primo de Jean-Baptiste Colbert, ministro de Luís XIV. Ele estava muito perto de sua mãe, os dois restantes até a morte dela em 1749.
Luís estava muito próximo de sua irmã mais nova, Luísa Isabel de Orleães, que se tornaria rainha da Espanha por sete meses em 1724. No entanto, ele não estava perto de sua irmã mais velha, Carlota Aglaé de Orleães, a esposa de Francisco III de Módena. Eles estavam em conflito frequente durante suas muitas visitas de retorno à corte francesa de Módena.

### Regência
Com a morte de seu avô materno, Louis XIV, em 1715, seu pai (sobrinho do velho rei) foi selecionado para ser o regente do país para o novo rei de cinco anos, Luís XV. A corte foi transferida para Paris para que seu pai pudesse governar o país com o jovem rei próximo a ele. Luís XV foi instalado no Palácio do Louvre, em frente ao Palácio Real, a casa parisiense da família Orleães. Durante a regência, Luís foi visto como a "terceira personagem do reino" imediatamente após Luís XV e seu próprio pai, o regente. Foi formalmente admitido no Conselheiro do Regente em 30 de janeiro de 1718. Apesar dos desejos de seu pai, Luís nunca deveria desempenhar um papel excessivamente público ou político na França. No ano seguinte, ele foi nomeado governador do Delfinado. Ele não foi forçado, no entanto, a se mudar para lá para cumprir seus novos deveres. Mais tarde, ele renunciou. Em 1720, tornou-se Grão-Mestre da Ordem de São Lázaro e Jerusalém. Em 1721, sob a influência de seu pai, ele foi nomeado Coronel-general e ocupou esse cargo até 1730.

## Duque de Orleães

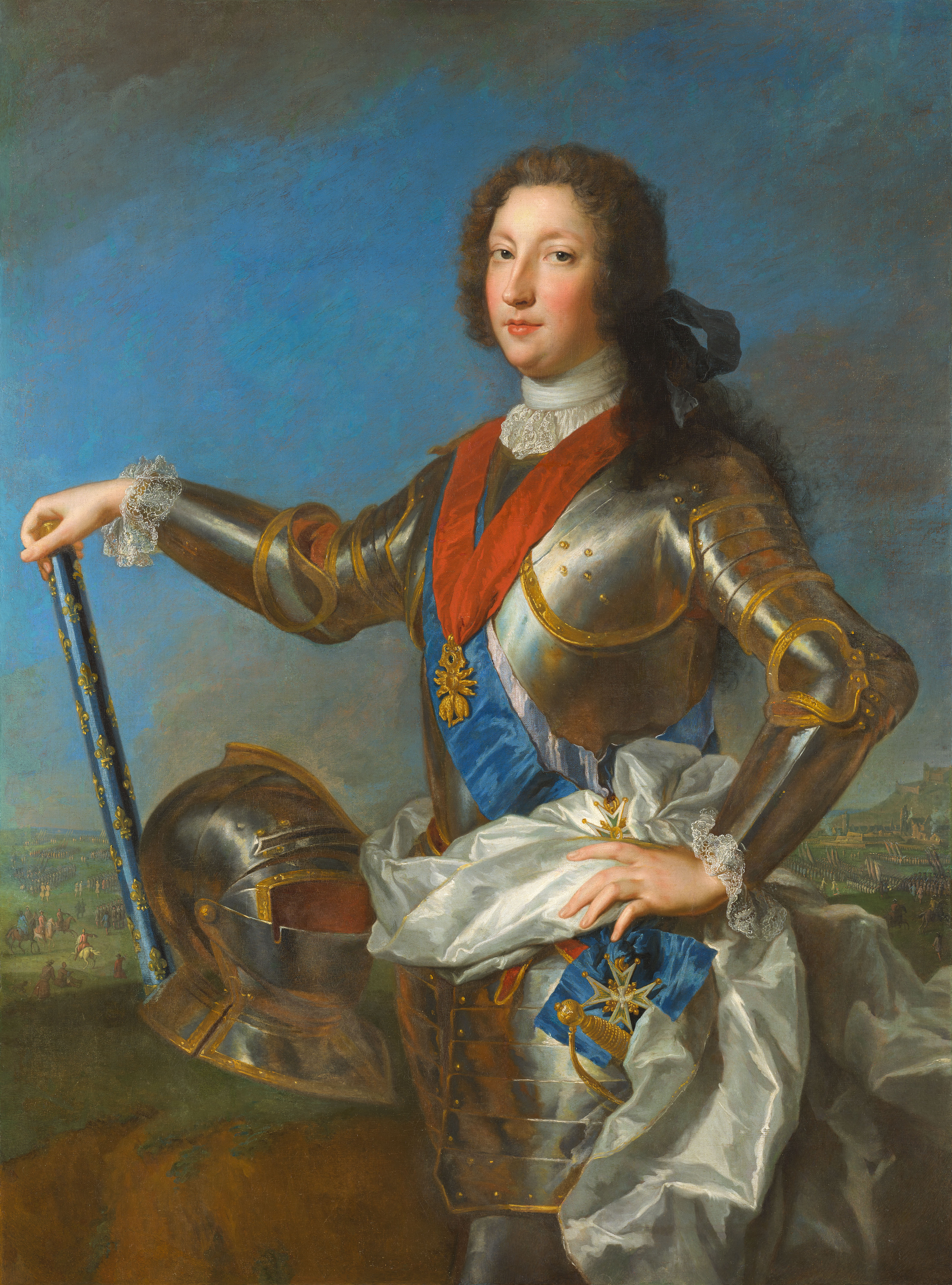
Luís como Duque de Orleães, Alexis Simon Belle.

Com a morte de seu pai, em 2 de dezembro de 1723, Luís, de vinte anos, assumiu o título hereditário de Duque de Orleães e tornou-se o chefe da Casa de Orleães. Ele também se tornou o próximo na fila do trono da França até o nascimento do primogênito de Luís XV em 1729. Isso ocorreu porque o rei Filipe V da Espanha, o segundo filho do grão-delfim e tio do jovem rei, havia renunciado. seus direitos ao trono francês para si e seus descendentes após a ascensão ao trono da Espanha em 1700. Embora o regente tivesse esperado que seu filho assumisse um papel de destaque no governo como ele, o cargo de primeiro-ministro foi ao primo mais velho de Luís, Luís Henrique, Duque de Bourbon, quando o regente morreu. Constantemente tentando consolidar e manter seu poder na corte, o duque de Bourbon sempre desconfiava das motivações de Luís e frequentemente se opunha a ele.
Em 1723, Luís foi notável por sua hostilidade ao ex-primeiro ministro, Cardeal Dubois. Luís também trabalhou com Claude le Blanc e Nicolas Prosper Bauyn d'Angervilliers no cargo de Secretário de Estado da Guerra; O próprio Luís trabalhou nesta posição de 1723 a 1730.

## Casamento
Quinto filho e único filho de oito filhos, Luís ainda não era casado com a morte de seu pai. Em 1721, o embaixador da França na Rússia sugeriu um casamento entre Luís e uma das duas filhas solteiras de Pedro I da Rússia: a Grã-duquesa Ana Petrovna (conhecida por sua fluência em francês) ou sua irmã mais nova, Grã-duquesa Isabel da Rússia. Mas a ideia de um casamento com uma grã-duquesa russa teve que ser abandonada, pois logo surgiram dificuldades relativas à religião e à ordem de precedência. Luís era "apenas" bisneto do rei da França e, como tal, só tinha direito ao estilo de Alteza Serena. Uma grã-duquesa russa, no entanto, como filha do czar, tinha direito ao estilo de Alteza Imperial. Ana Petrovna mais tarde se casou com Carlos Frederico, Duque de Holsácia-Gottorp.
Outra possível noiva que foi considerada por ele foi sua primeira prima, Isabel Alexandrina de Bourbon. Ela era a filha mais nova da irmã mais velha de sua mãe, Luísa Francisca de Bourbon. Isabel Alexandrina também era, no entanto, a irmã mais nova de seu principal rival, o duque de Bourbon.
Em 1723, uma princesa alemã foi sugerida. Ela era Augusta de Baden-Baden (1704-1726), filha de Luís Guilherme, Marquês de Baden-Baden e sua esposa Sibila de Saxe-Lauemburgo. O casamento foi acordado por sua mãe e o pequeno dote da noiva foi de 80.000 libras. O casamento por procuração ocorreu em 18 de junho de 1724 em Rastatt, em Baden-Württemberg, na Alemanha, e em 13 de julho na cidade de Sarry, na França. Foi em Sarry que o casal se conheceu. Eles se apaixonaram à primeira vista. Na corte francesa, a nova duquesa de Orleães era conhecida como Jeanne de Bade.
O casal ducal teve dois filhos, mas apenas um sobreviveu à infância.

## Últimos anos e Morte
Em 5 de setembro de 1725, a corte celebrou o casamento de Luís XV com a princesa polonesa Maria Leszczyńska em Fontainebleau. Antes, Luís havia representado Luís XV na cerimônia de casamento por procuração, realizada em 15 de agosto anterior em Estrasburgo. A jovem rainha mais tarde teria muita simpatia pelo quieto e piedoso duque. 
No ano seguinte, em 8 de agosto de 1726, a jovem esposa do duque morreu três dias após o nascimento de seu segundo filho, Luísa Maria, no Palácio Real, em Paris. Após a morte precoce de sua esposa e até sua própria morte em 1752, Luís viveu sob regras estritas.

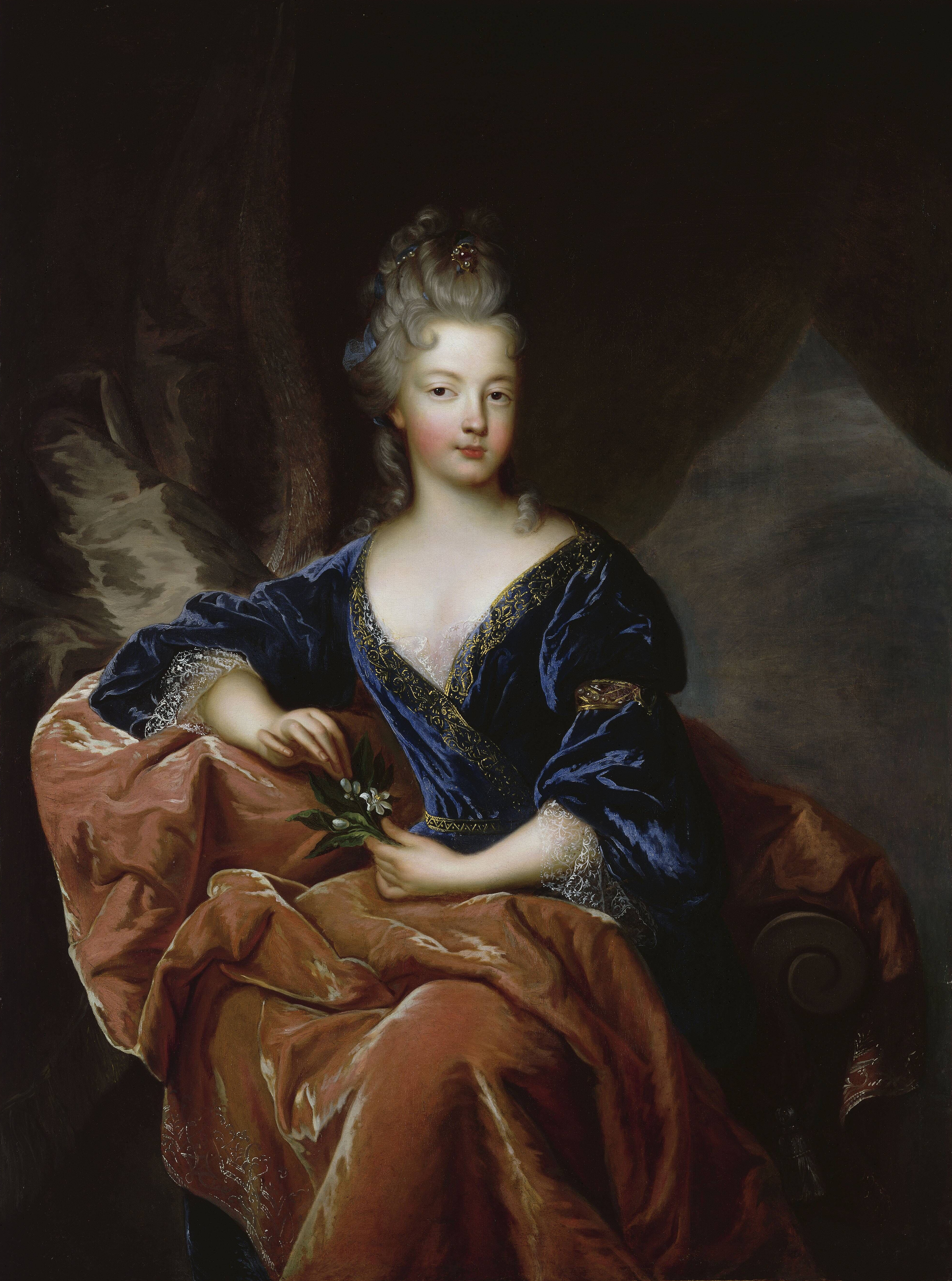
Sua mãe, Francisca Maria de Bourbon, de François de Troy.

Sua tia, Isabel Carlota de Orleães, Duquesa de Lorena, propôs suas duas filhas Isabel Teresa de Lorena e Ana Carlota de Lorena como possíveis esposas; Luís recusou completamente.
Em 1730, o Cardeal Fleury garantiu a demissão do duque da posição de coronel-geral da infantaria, cargo que ocupou por nove anos. Depois, Luís tornou-se cada vez mais religioso. Por volta de 1740, ele ordenou a contratação de um padre no Palácio Real para ficar com ele durante problemas de saúde. Mais tarde, ele decidiu se aposentar na Abadia de Sainte-Geneviève de Paris. A partir de então, ele ficou conhecido como "Louis le Génovéfain". Ao se aposentar na vida privada, Luís passou seu tempo traduzindo os salmos e as epístolas paulinas, protegendo os homens da ciência e administrando sua riqueza. Como seu primo, Luís João Maria de Bourbon, Duque de Penthièvre, ele foi elogiado por suas obras de caridade. Após o nascimento de seu filho, Luís estava frequentemente preocupado com a educação de seu filho.
Seu filho, Luís Filipe, gostaria de se casar com Madame Henriqueta, a segunda filha de Luís XV, mas Luís XV recusou. O rei não queria que a Casa de Orleães fosse tão poderosa quanto fora durante a regência do pai de Luís. Em 1737, ele e sua tia, a duquesa viúva de Bourbon, foram convidados para serem padrinhos do rei dos reis, Luís, Delfim de França (1729-1765).
Em 17 de dezembro de 1743, o filho de Luís casou-se com Luísa Henriqueta de Bourbon, filha de Luís Armando II, Príncipe de Conti e sua esposa, Luísa Isabel de Bourbon. As famílias Condé e Orleães estavam em desacordo desde que os Orleães assumiram o posto de Primeiro Príncipe do Sangue em 1709, e esperava-se que o casamento resolvesse seu mal-entendido. Apesar de apaixonado a princípio, o casamento logo se mostrou infeliz por causa da deboche da jovem noiva. 
Luís veria o nascimento de seus netos Luís Filipe (1747-1793) e Batilda (1750-1822). Por causa do comportamento escandaloso de sua mãe, ele se recusou a reconhecer a legitimidade de seus netos.
Em 1749, sua mãe morreu.
Ele morreu em 1752, aos quarenta e oito anos, na Abadia de Sainte-Geneviève de Paris, tendo perdido a maior parte de sua sanidade. No leito de morte, sob suspeita das visões jansenistas, o Abbé Bouettin, da igreja de Saint-Étienne-du-Mont, recusou a comunhão, mas recebeu os últimos sacramentos de seu próprio capelão. Luís de Orleães havia sobrevivido a todos os seus irmãos, exceto Carlota Aglaé, a duquesa de Módena e Régio.
Ele foi enterrado no Val-de-Grâce em Paris.

## Legado
Luís foi elogiado como um homem de caridade; em Versalhes, o agora destruído College d'Orléans recebeu seu nome devido a seu generoso patrocínio à construção do colégio. Ele também remodelou os jardins do Palácio Real, bem como a residência rural de Orleães, o Castelo de Saint-Cloud (c. 1735). Luís também foi elogiado por dar generosa ajuda financeira às vítimas das inundações no Loire em 1731 e novamente em 1740.

## Descendência
- Luís Filipe I, Duque de Orleães (12 de maio de 1725 – 18 de novembro de 1785), duque de Orleães. Casou-se com Luísa Henriqueta de Bourbon, com descendência;
- Luísa Maria de Orleães (5 de agosto de 1726 – 14 de maio de 1728), morreu na infância;